# Friedrich Christian Diez
Friedrich Christian Diez (Gießen, a Hesse-Darmstadt, 1794 - Bonn, 29 de maig de 1876) va ser un filòleg alemany.

## Biografia
Estudià a l'institut i a la universitat de la seva ciutat natal. A la universitat estudià filologia clàssica amb Friedrich Gottlieb Welcker que acabava de tornar d'Itàlia, on s'havia estat dos anys, per ocupar la càtedra d'arqueologia i literatura grega. Welcker li infongué l'amor envers la poesia italiana, i això permeté que s'expressàs el seu geni per primer cop. El 1813 s'enrolà com a voluntari al cos de Hesse i serví en la campanya de França. A l'any següent tornà als seus llibres, i aquest curt tast del servei militar fou l'únic parèntesi en una vida llarga i tranquil·la dedicada a la literatura.
Com ho desitjaven els seus pares, durant una breu temporada es dedicà a les lleis, però una visita a Goethe el 1818 li feu canviar l'orientació dels seus estudis, i determinà la seva carrera futura. Goethe havia llegit el Choix des poésies originales des troubadours de Raynouard, i aconsellà al jove erudit que exploràs la rica mina de la literatura occitana que el savi provençal havia descobert. Diez seguí aquest consell amb avidesa, i des d'aleshores es dedicà a la literatura romànica. Així esdevingué el fundador de la filologia romànica.
Després de mantenir-se durant uns quants anys mitjanant l'ensenyança privada, el 1822 es mudà a Bonn, on ocupà el càrrec de privatdozent. El 1823 publicà la seva primera obra. Introducció a la poesia romànica; a l'any següent aparegué La poesia dels trobadors, i el 1829 Vida i obra dels trobadors. El 1830 el cridaren a la càtedra de literatura moderna.
La resta de la seva vida la dedicà sobretot a la redacció de les dues grans obres que l'han fet famós: la Gramàtica de les llengües romàniques (1836-1844), i el Diccionari de les llengües romàniques -italià, espanyol i francès (1853): en aquestes dues obres Diez feu per les llengües romàniques el que havia fet Jacob Grimm per les germàniques.
Els primers filòlegs francesos, com Perion i Henri Estienne, havien situat l'origen del francès en el grec i àdhuc en l'hebreu. Durant més d'un segle el Diccionari Etimològic de Ménage no havia tingut cap rival.
Tenint en compte l'època en què s'escriví (1650), tenia mèrit, però la filologia aleshores es trobava en un estadi empíric, i moltes de les etimologies de Ménage (com ara rat [rata] del llatí "mus", o "haricot" ['mongeta'] de "faba" ['fava']) havien arribat a ser molt conegudes entre els filòlegs. Raynouard feu un gran progrés que, amb les seves edicions crítiques de les obres dels trobadors, publicades al començament del segle xix, posà els fonaments de l'obra de Diez.
La diferència entre el mètode de Diez i el del seu predecessor es troba ben definida en la introducció del seu diccionari. En resum, és la diferència entre la ciència i les conjectures. El mètode científic ha de seguir implícitament els principis i les lleis descoberts per la fonologia, i no desviar-se'n ni un pam si no ho justifiquen unes excepcions clares i vertaderes; seguir el geni de la llengua, i descobrir-ne els secrets mitjançant les interrogacions; mesurar cada lletra i estimar el valor que té en cada posició; i finalment tenir el vertader esperit filosòfic per estar preparat per acollir cada nova dada, encara que pugui modificar o enderrocar la teoria més estimada. Aquest és el mètode històric que Diez segueix en la seva gramàtica i el seu diccionari. Reunir i ordenar dades és, com ell ens diu, l'únic secret del seu èxit, i afegeix en altres paraules el famós apotegma de Newton, "hypotheses non fingo" ('no m'invent hipòtesis'). La introducció a la gramàtica té dues parts: la primera tracta dels elements comuns del llatí, el grec i el germànic amb les llengües romàniques; el segon tracta dels sis dialectes separadament, el seu origen i els elements característics de cadascun. La mateixa gramàtica es divideix en quatre llibres, sobre fonologia, flexió, formació de mots per composició i derivació, i sintaxi.
El seu diccionari es divideix en dues parts. La primera conté les paraules comunes com a mínim a dos dels tres grups principals de llengües romàniques -italià; espanyol i portuguès; i provençal i francès-. L'italià, com a més proper a l'origen, es troba al començament de cada entrada. La segona part tracta de les paraules característiques de cada grup. No hi ha un vocabulari a part per al vàlac (romanès).

## Obres
- Altspanische Romanzen (Berlin 1821)
- Über die Minnehöfe, Beiträge zur Kenntnis der romanischen Poesie (Berlin 1825)
- Die Poesie der Troubadours (Zwickau 1826)
- Leben und Werke der Troubadours (Leipzig 1829)
- Grammatik der romanischen Sprachen (Bonn 1836-38)
- Etymologisches Wörterbuch der romanischen Sprachen (Bonn 1853).
- Altromanische Sprachdenkmale (Bonn 1846)
- Zwei altromanische Gedichte (Bonn 1852)
- Über die erste portugiesische Kunst- und Hofpoesie (Bonn 1863)
- Altromanische Glossare, berichtigt und erklärt (Bonn 1865)
- Romanische Wortschöpfung (Bonn 1875)
- Kleinere Arbeiten und Rezensionen (Munic 1883)